# クレオくん
『クレオくん』は、1968年4月7日から同年7月6日までフジテレビ系列局で放送されていたフジテレビ製作のテレビドラマ。全14話。
『テレビグランドスペシャル』（第1期）枠で放送の単発番組『アニマルズショー』に出演したチンパンジー・クレオを主役にした作品。東京都内のサラリーマン宅に住んでいるという設定のクレオと、飼い主の少年・タケオが巻き起こす珍騒動を描いたホームドラマである。
全26話の制作が予定されていたが、クレオがスタッフの指示を聞かなくなったことから打ち切りとなった。

## 放送時間
いずれも日本標準時。
新聞紙上においては7月6日まで放送されていたことになっているが、最終回マークが付されているのは日曜19:30枠最後の放送が行われた6月30日付のテレビ欄であり、7月6日付に載っているものには最終回マークが付されていない。再放送マークも無く、サブタイトルも載っていないため、7月6日放送分がどのような内容であったのかは検証不能になっている。
- 日曜 19:30 - 20:00（1968年4月7日 - 1968年6月30日）
- 土曜 17:00 - 17:30（1968年7月6日） - 直後の17:30 - 18:26にも単発の音楽番組『ダービーフェスティバル』が放送されたため、通常は17:00 - 18:26に放送の『お楽しみ映画劇場』（第2期）は休止になった。

## キャスト
- クレオ：クレオ（チンパンジー）
- タケオ：保積ぺぺ
- タケオのパパ：平凡太郎
- タケオのママ：島田多恵子

## スタッフ
- 脚本：松田暢子、安部徹郎
- 監督：寺島久

## 主題歌
「男の子 クレオくん」
作詞：いどたかし / 作曲・編曲：宮内国郎 / 歌：西千曲
「マル マル ポン」
作詞：いどたかし / 作曲・編曲：宮内国郎 / 歌：西千曲

## 放送日程
| 話数 | 放送日  | サブタイトル             | サブタイトル             |
| ---- | ------- | ------------------------ | ------------------------ |
| 1    | 4月7日  | 頭の上からこんにちは     | 山の彼方の空遠く         |
| 2    | 4月14日 | アルバイト探し           | 習字は苦手               |
| 3    | 4月21日 | 名刺をどうぞ             | 注射はこわい             |
| 4    | 4月28日 | 魔法のハンカチ           | （不明）                 |
| 5    | 5月5日  | 子供ファッションショー   | 手紙をどうぞ             |
| 6    | 5月12日 | 昔と今は                 | 迷画コンクール           |
| 7    | 5月19日 | へんなお客さま           | パパの一日坊主           |
| 8    | 5月26日 | ボクは誰でしょう         | クレオの孫悟空           |
| 9    | 6月2日  | 1日ママさん              | とんだお見舞             |
| 10   | 6月9日  | びっくりバースデー       | 動物園のお友達           |
| 11   | 6月16日 | チンドン屋バンザイ       | しんじまった死んじまった |
| 12   | 6月23日 | 四次元の世界             | 四次元の世界             |
| 13   | 6月30日 | ナンマイダースッポンダー | 蒸発は自転車で           |
| 14   | 7月6日  | （不明）                 | （不明）                 |

参考：『サンケイ新聞』産業経済新聞社、1968年4月7日付 - 7月6日付のラジオ・テレビ欄。

## コミカライズ
本作は板井れんたろうによるコミカライズが行われており、秋田書店の月刊誌『冒険王』で連載されていた。